# Lucía Ceresani
Lucía Ceresani es una cantante de música folklórica argentina. 
Oriunda de Berazategui, está dedicada especialmente a la música surera y pampeana argentina (característica de la llanura pampeana). Habitualmente se presenta acompañándose con su guitarra y junto a su hermano Javier, también guitarrista y cantor.

## Carrera
Comenzó cantando en reuniones familiares, asados y en la iglesia del lugar donde vive. Más tarde ganó algunos concursos en los que participó. De a poco se le fueron abriendo puertas en los medios de comunicación; sus primeras presentaciones en programas televisivos fueron en "Sembrando con... ciencia" con Rimoldi Fraga, "Argentinísima" con Julio Marbiz, "Folklorísimo" con Carlos Giachetti, en el canal rural con Landriscina y "Sin estribos", entre otros. Un punto de inflexión en su carrera fue la invitación de Argentino Luna a compartir el escenario mayor de Cosquín, en 2001. A partir de allí comenzó sus primeras giras por el interior del país y la grabación de discos. 
Actualmente se presenta en los escenarios y peñas del circuito folklórico.

## Discografía

### Como solista
- Huellas del sur (2001)
- Aires de llanura (2007)
- Raíz y estrellas (2009)
- Misa surera (2010)
- Sentir surero (2011)
- De pampa y cielo (2015)